# Grzegorz Rossoliński-Liebe
Grzegorz Rossoliński-Liebe (Zabrze, 1979) è uno storico e scrittore polacco, che abita a Berlino, associato all'Istituto Friedrich Meinecke dell'Università libera di Berlino. È specializzato in storia dell'Olocausto e dell'Europa centro-orientale, fascismo, nazionalismo, storia dell'antisemitismo e in storia dell'Unione Sovietica.

## Carriera
Rossoliński-Liebe ha studiato storia culturale e storia dell'Europa orientale presso l'Università europea Viadrina di Francoforte sull'Oder dal 1999 al 2005. Ha lavorato alla sua tesi di dottorato su Stepan Bandera e l'Organizzazione dei nazionalisti ucraini presso l'Università dell'Alberta e l'Università di Amburgo dal 2007. Ha condotto un dottorato di ricerca presso l'Università di Amburgo nel giugno 2012. Tra il 2012 e il 2014 ha lavorato a un progetto post-dottorato presso l'Università libera di Berlino sulla memoria della diaspora ucraina riguardo l'Olocausto. Ha anche lavorato come assistente di ricerca presso la Fondazione Memoriale per gli ebrei assassinati d'Europa e presso l'Istituto Wiesenthal di Vienna per gli Studi sull'Olocausto. È l'autore di "Stepan Bandera: The Life and Afterlife of a Ukrainian Nationalist. Fascismo, genocidio e culto", una biografia accademica del leader nazionalista ucraino Stepan Bandera e uno studio approfondito del suo culto politico. Dal 2014 al 2018, Rossoliński-Liebe ha studiato la collaborazione tedesco-polacca nella seconda guerra mondiale. Durante questo periodo è stato un membro del United States Holocaust Memorial Museum, della "Fondazione Harry Frank Guggenheim", della "Fondation pour la Mémoire de la Shoah", dell'Istituto storico tedesco di Varsavia e dell'International Institute for Holocaust Research dello Yad Vashem.

## Reazioni politiche
Rossoliński-Liebe è stato invitato alla fine di febbraio e all'inizio di marzo 2012 dalla Fondazione Heinrich Böll, dal Servizio Tedesco per lo scambio accademico e dall'ambasciata tedesca a Kiev, a tenere sei conferenze su Bandera in tre città ucraine. Le lezioni si sarebbero svolte a febbraio e marzo 2012 a Leopoli, Dnipro e Kiev. Gli organizzatori, tuttavia, non sono stati in grado di trovare un luogo adatto a Leopoli, e inoltre, tre delle quattro conferenze a Dnipro e Kiev sono state annullate poche ore prima dell'evento. L'unica conferenza si è svolta nell'ambasciata tedesca a Kiev, sotto la protezione della polizia. Di fronte all'edificio, circa un centinaio di manifestanti, inclusi membri del partito di destra radicale Svoboda, hanno cercato di convincere alcune centinaia di studenti, studiosi e ucraini interessati, a non partecipare alla presentazione, sostenendo che Rossoliński-Liebe era il "nipote di Joseph Goebbels" e un "fascista liberale di Berlino". In risposta alle provocazioni per le sue lezioni e alle minacce nei suoi confronti durante il suo viaggio in Ucraina, la petizione "Per la libertà di parola e di espressione in Ucraina" è stata firmata da 97 persone, tra cui diversi studiosi come Etienne François, Alexandr Kruglov, Gertrud Pickhan, Susanne Heim, Alexander Wöll, Dovid Katz, Delphine Bechtel, Per Anders Rudling e Mark von Hagen.

## Pubblicazioni
- "Der polnisch-ukrainische Konflikt im Historikerdiskurs: Perspektiven, Interpretationen und Aufarbeitung." Vienna: New Academic Press, 2017, ISBN 978-3-7003-1988-7.
- Con Arnd Bauerkämper : "Fascism without Borders. Transnational Connections and Cooperation between Movements and Regimes in Europe 1918 to 1945" Oxford: Berghahn 2017,ISBN 978-1-78533-468-9.
- Con Regina Fritz e Jana Starek: "Alma mater antisemitica. Akademisches Milieu, Juden und Antisemitismus an den Universitäten Europas zwischen 1918 und 1939" Vienna: New Academic Press, 2016, ISBN 978-3-7003-1922-1.
- "Ukraińska policja, nacjonalizm i zagłada Żydów w Galicji Wschodniej i na Wołyniu", Zagłada Żydów. Studia i Materiały 13 (2017): 57-79.
- "Holocaust Amnesia. The Ukrainian Diaspora and the Genocide of the Jews", Annuario tedesco di storia contemporanea 1 (2016): 107-144.
- "Remembering and Forgetting the Past: Jewish and Ukrainian Memories of the Holocaust in western Ukraine", Yad Vashem Studies vol. 43, n. 2 (2015): 13-50.
- "The Fascist Kernel of Ukrainian Genocidal Nationalism", The Carl Beck Papers in Russian & East European Studies, numero 2402. Pittsburgh: The Center for Russian and East European Studies, 2015.
- "Stepan Bandera: The Life and Afterlife of a Ukrainian Nationalist. Fascism, Genocide, and Cult" Stoccarda: Ibidem Press 2014, ISBN 978-3-8382-0604-2
- "Erinnerungslücke Holocaust. Die ukrainische Diaspora und der Genozid an den Juden, "Vierteljahrshefte für Zeitgeschichte vol. 62, n. 2 (2014): 397–430.
- "Der Verlauf und die Täter des Lemberger Pogroms vom Sommer 1941. Zum aktuellen Stand der Forschung, “Jahrbuch für Antisemitismusforschung 22 (2013): 207–243.
- "Debating, Obfuscating and Disciplining the Holocaust: Post-Soviet Historical Discourses on the OUN-UPA and other Nationalist Movements", East European Jewish Affairs vol. 42, n. 3 (2012): 199–241.
- "The ‘Ukrainian National Revolution’ of 1941. Discourse and Practice of a Fascist Movement", Kritika: Explorations in Russian and Eurasian History vol. 12, no. 1 (2011): 83–114.
- "Celebrating Fascism and War Criminality in Edmonton. The Political Myth and Cult of Stepan Bandera in Multicultural Canada", Kakanien Revisited 12 (2010): 1–16.
- "Der polnisch-ukrainische Historikerdiskurs über den polnisch-ukrainischen Konflikt 1943-1947," Jahrbücher für Geschichte Osteuropas 57 (2009): 54-85.
- "Die Stadt Lemberg in den Schichten ihrer politischen Denkmäler" ece-urban (The Online Publications Series of the Center for Urban History of East Central Europe), No. 6, Lviv, October 2009. (Traduzione in ucraino)
- "Umbenennungen in der Ziemia Lubuska nach 1945", in Terra Transoderana: zwischen Neumark und Ziemia Lubuska, ed. Bernd Vogenbeck (Berlino: Bebra 2008): 59–68.
- "Der Raum der Stadt Lemberg in den Schichten seiner politischen Denkmäler", Kakanien Revisited 12 (2009): 1–21.
- "Bandera und Nikifor - zwei Modernen in einer Stadt. Die 'nationalbürgerliche' und die 'weltbürgerliche' Moderne a Lemberg", in Eine neue Gesellschaft in einer alten Stadt, ed. Lutz Henke, Grzegorz Rossoliński e Philipp Ther (Wrocław: ATUT, 2007): 109–124.